# Kronenburg
Kronenburg ist eine Ortschaft im deutsch-belgischen Grenzgebiet der Eifel und gehört zur nordrhein-westfälischen Gemeinde Dahlem im Kreis Euskirchen. Bekannt wurde es durch sein gut erhaltenes, über 400 Jahre altes, mittelalterlich geprägtes Ortsbild. Kronenburg besteht aus dem hoch gelegenen gleichnamigen Burgort und der Talsiedlung Kronenburgerhütte.

## Geographie

### Lage
Kronenburg liegt im Oberen Kylltal zwischen Zitterwald und Schnee-Eifel. Südlich befinden sich die Berge Steinert I mit 635 m und Steinert II mit 639 m.

### Nachbarorte
Im Süden liegt die Ortsgemeinde Ormont, im Westen liegen die Ortsgemeinden Hallschlag und Scheid (alle Verbandsgemeinde Gerolstein, Landkreis Vulkaneifel, Rheinland-Pfalz) und der Ortsteil Frauenkron, im Norden der Ortsteil Berk, im Osten der Ortsteil Baasem und die Hammerhütte.

## Geschichte

Mittelalterliche Darstellung. Gut erkennbar der Turm der Kirche, der Teil der Burgmauer ist

Kronenburg wurde erstmals im Jahre 1277 in einer Urkunde der Reichsabtei Stablo-Malmedy erwähnt. Zu dieser Zeit wurde Kronenburg vom Rittergeschlecht der Edlen von Dollendorf beherrscht. Kurzzeitig entwickelte sich ab 1327 eine eigenständige Kronenburger Linie. Als schließlich Ritter Peter von Kronenburg im Jahre 1414 ohne männliche Nachkommen starb, wurde Kronenburg zu einer Nebenherrschaft der Grafschaft Blankenheim-Manderscheid.
Unter Karl V. fiel Kronenburg 1555 wegen seiner Zugehörigkeit zum Herzogtum Luxemburg bis zum Jahre 1715 unter spanische Herrschaft. Aus diesem Grund wird die ehemalige spanische Insel in der Eifel noch heute als „Spanisches Ländchen“ bezeichnet. Zu Beginn des 17. Jahrhunderts wurde Kronenburg von Pestepidemien heimgesucht, die bis 1680 andauerten.
1794 wurde Kronenburg von den Franzosen besetzt, unter deren Herrschaft der Ort als Kantonalhauptort im Ourthe Département fungierte. Kronenburg blieb auch in der nachfranzösischen Zeit Bürgermeisterei und zeitweise auch Sitz eines Notars. Im Zuge der Neuaufteilung Mitteleuropas nach der Niederlage Napoleons gelangte Kronenburg als Exklave zunächst an das Haus Mecklenburg-Strelitz und erst durch Tausch bzw. eine Abschlagszahlung 1819 an Preußen.
1850 zählte Kronenburg 600 Einwohner. Die in der Talsiedlung Kronenburgerhütte namengebende Eisenhütte hatte zu diesem Zeitpunkt schon lange ihren Betrieb eingestellt und auch die Mehrzahl der verbliebenen Hochöfen der Umgegend (mit Ausnahme des Jünkerathers) erloschen in dieser Zeit. Im Zuge der Errichtung der 1912 eröffneten Eisenbahnlinie von Jünkerath nach Weywertz (Ourtalbahn) erhielt Kronenburg Anschluss an das überregionale Bahnnetz. Die Strecke hatte jedoch von Anbeginn eher militärische denn zivile Bedeutung und wirkte sich daher wirtschaftlich nicht aus. Nach dem Zweiten Weltkrieg fand außer vereinzelten Holztransporten kein nennenswerter Betrieb mehr statt.
In den Jahren zwischen 1920 und 1925 gab es auf der Ruine Kronenburg Tellspiele, aufgeführt von Kronenburger Laiendarstellern.
In den 1920er Jahren gastierte und malte der spätere NS-Maler Werner Peiner bei Katharina „Nette“ Faymonville im Burghotel in Kronenburg. 1932 mietete Werner Peiner das Haus Burgbering 12 und begann, mehrere Häuser im historischen Ortskern zu einem Atelier umzubauen. In den 1930er Jahren gründete Werner Peiner eine Malerschule, die zunächst der Düsseldorfer Akademie unterstellt war und sich 1936 „Landakademie Kronenburg der staatlichen Kunstakademie Düsseldorf“ nannte. Anlässlich eines Besuches von Hermann Göring in der Malerschule 1937 beschloss Göring, eine ihm unterstellte und von der Düsseldorfer Akademie unabhängige Schule zu gründen. Im Juni 1942 wurde die fortan Hermann-Göring-Meisterschule für Malerei genannte Schule von Hermann Göring eingeweiht. Bekannte Schüler dieser Malerschule waren Willi Sitte, Rolf Dettmann, Heinz Hindorf, Hans Lohbeck und Willi Wewer. Die Kunstakademie wurde nach 1945 nicht weitergeführt. Das Akademiegebäude wird vom Land Nordrhein-Westfalen als Bildungsstätte genutzt.
Im Zuge der Finanzierung und Unterstützung der Malerschule durch Herman Göring sorgte dieser für eine Modernisierung des Eifeldorfes: Die Zufahrtsstraße wurde verbreitert und mit Teerkies befestigt. Um den Ausbau zu ermöglichen, mussten einige Häuser abgerissen und Stützmauern errichtet werden, andere Gebäude wurden renoviert und angepasst. Telefon- und Stromleitungen verschwanden aus dem Straßenbild, da sie unterirdisch verlegt wurden. Außerdem erhielt Kronenburg ein neues Pflaster und ein modernes Kanalisationssystem. Der Burghof wurde eingeebnet, die Mistplätze eingefriedet und sämtliche Häuser neu gestrichen. Im Rahmen der Dorfverschönerung im Jahr 1937 wurden zahlreiche einheitlich gestaltete Hauslaternen angebracht. Die Neugestaltung des Ortes erfolgte in enger Abstimmung mit dem Architekten Emil Fahrenkamp. Innerhalb weniger Jahre verwandelte sich das einst ruhige Dorf in einen zwar gepflegten, aber künstlich wirkenden Musterort. Kronenburg ernannte Hermann Göring als Dank daraufhin zum Ehrenbürger. In der Folge der Geschehnisse wurde Kronenburg zum Ausflugsort der NS-„Prominenz“: Joseph Goebbels fuhr ebenso wie Heinrich Himmler vor,  Albert Speer, und selbst der schwedische Entdeckungsreisende und Hitler-Verehrer Sven Hedin scheute den Weg in die abgelegene Eifelregion nicht.
Im Zweiten Weltkrieg wurden zeitweise wertvolle Monstranzen und Reliquiare aus dem Bestand des Kölner Doms im Keller des Kronenburger Pfarrhauses eingelagert. Von Kampfhandlungen wurde Kronenburg trotz des nahen Westwalls, der Ardennenoffensive zur Jahreswende 1944/1945 und der schweren Zerstörungen im nahen Stadtkyll kaum berührt. Einige wenige Wehrmachtssoldaten und SS-Offiziere ergaben sich Anfang 1945 nach kurzem Widerstand den vorrückenden US-Amerikanern. Gegen Ende des Zweiten Weltkriegs zählte Kronenburg 350 Einwohner. Der Gemeinderat entzog nach dem Krieg im Jahr 1946 Hermann Göring die Ehrenbürgerschaft.
Am 1. Juli 1969 wurde Kronenburg nach Dahlem eingemeindet; 1977 feierte der Ort die 700. Wiederkehr der ersten urkundlichen Erwähnung. 1992 betrug die Bevölkerungszahl 450 Personen, dabei stieg die Zahl der hier mit Zweitwohnsitz angemeldeten kontinuierlich.

## Wappen
| | Blasonierung: „In Silber (Weiß) ein golden (gelb) bewehrter, roter Adler.“ |
| Wappenbegründung: Die Herren von Kronenburg übten früher die Landesherrschaft über die Gemeinde aus. Sie führten den roten Adler im silbernen Schild. Dieses Wappen wurde zuletzt 1956 zum Gemeindewappen erhoben. |                                                                            |

## Kultur und Sehenswürdigkeiten

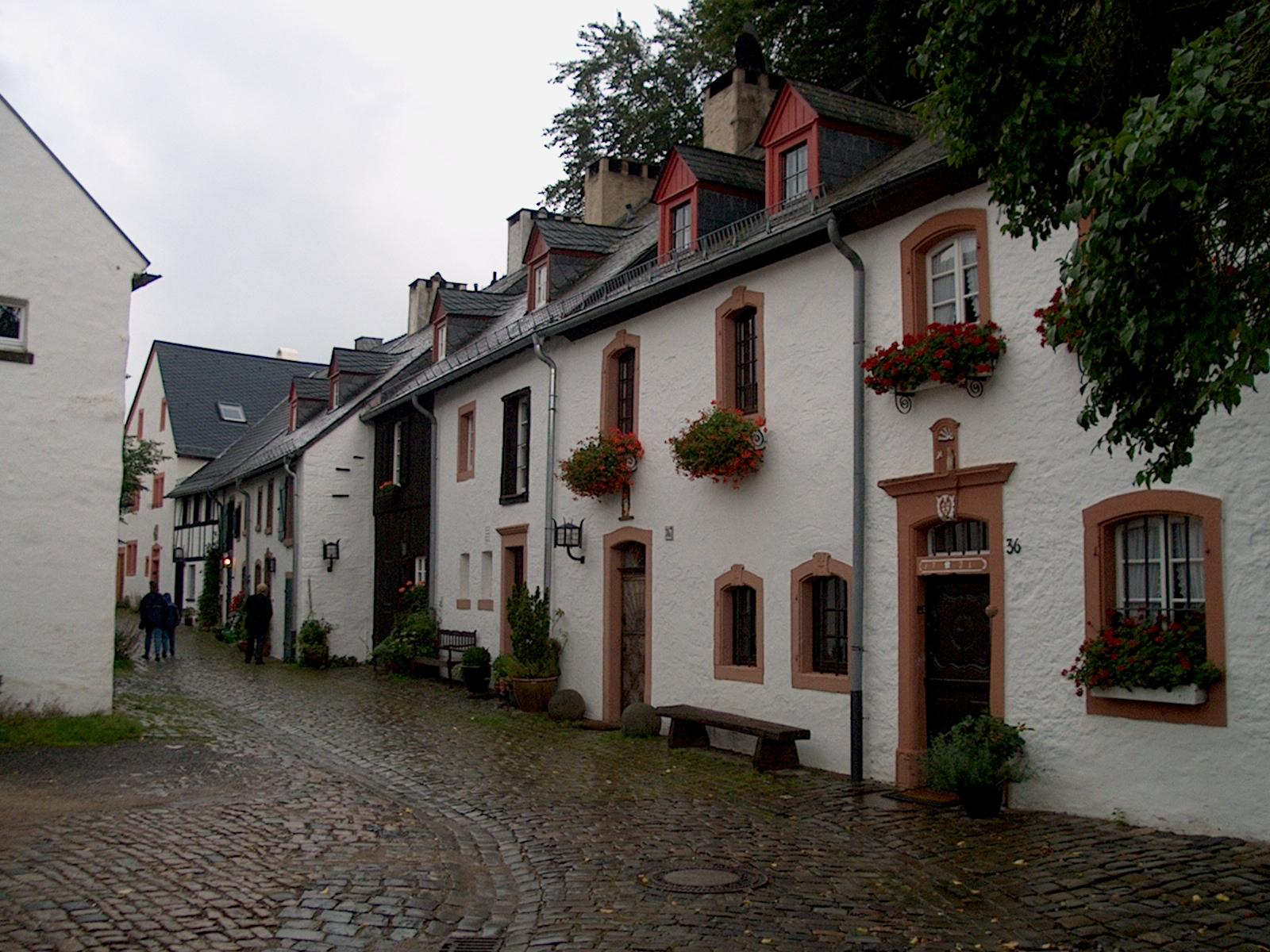
Burgbering
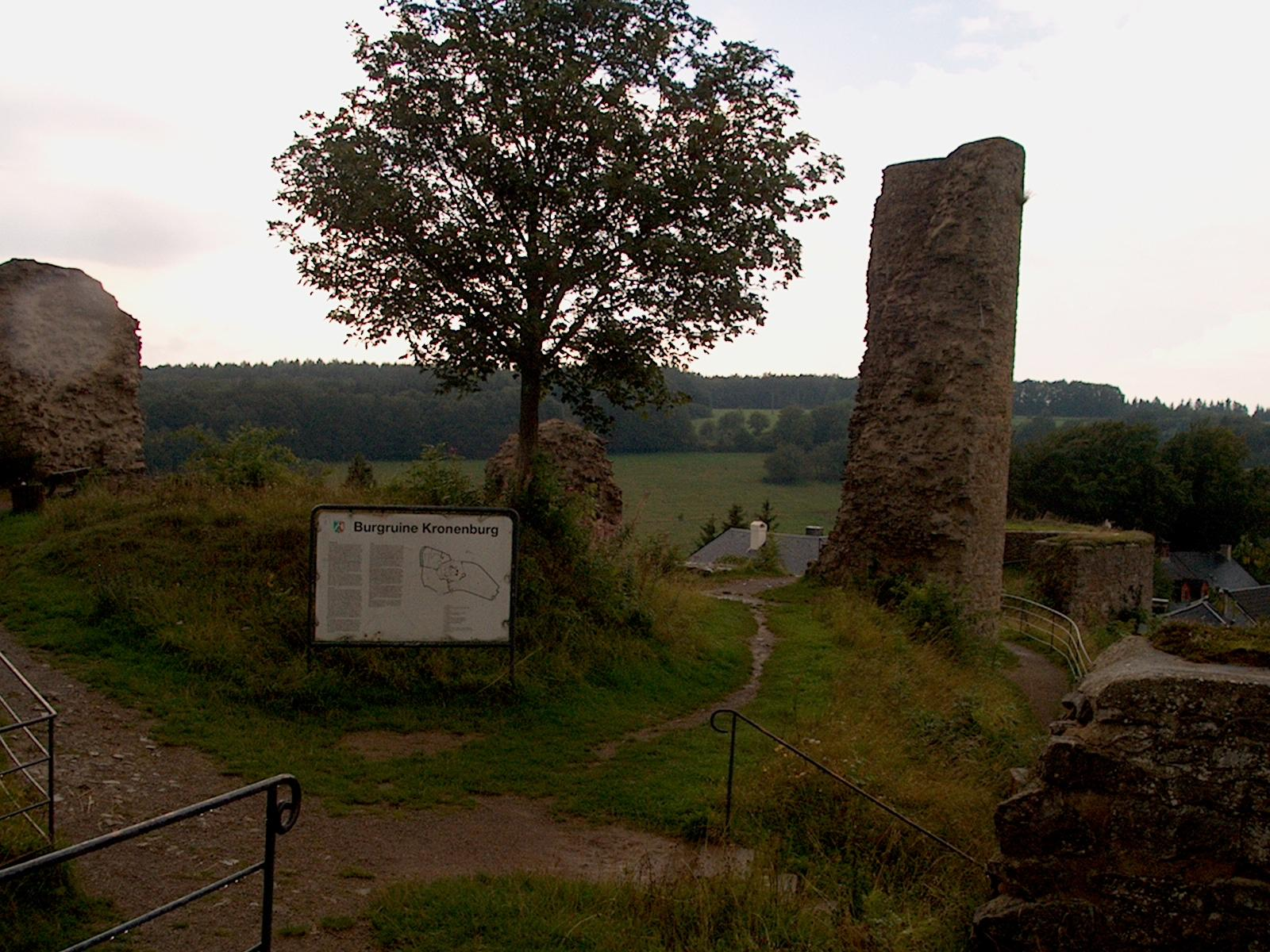
Burgruine
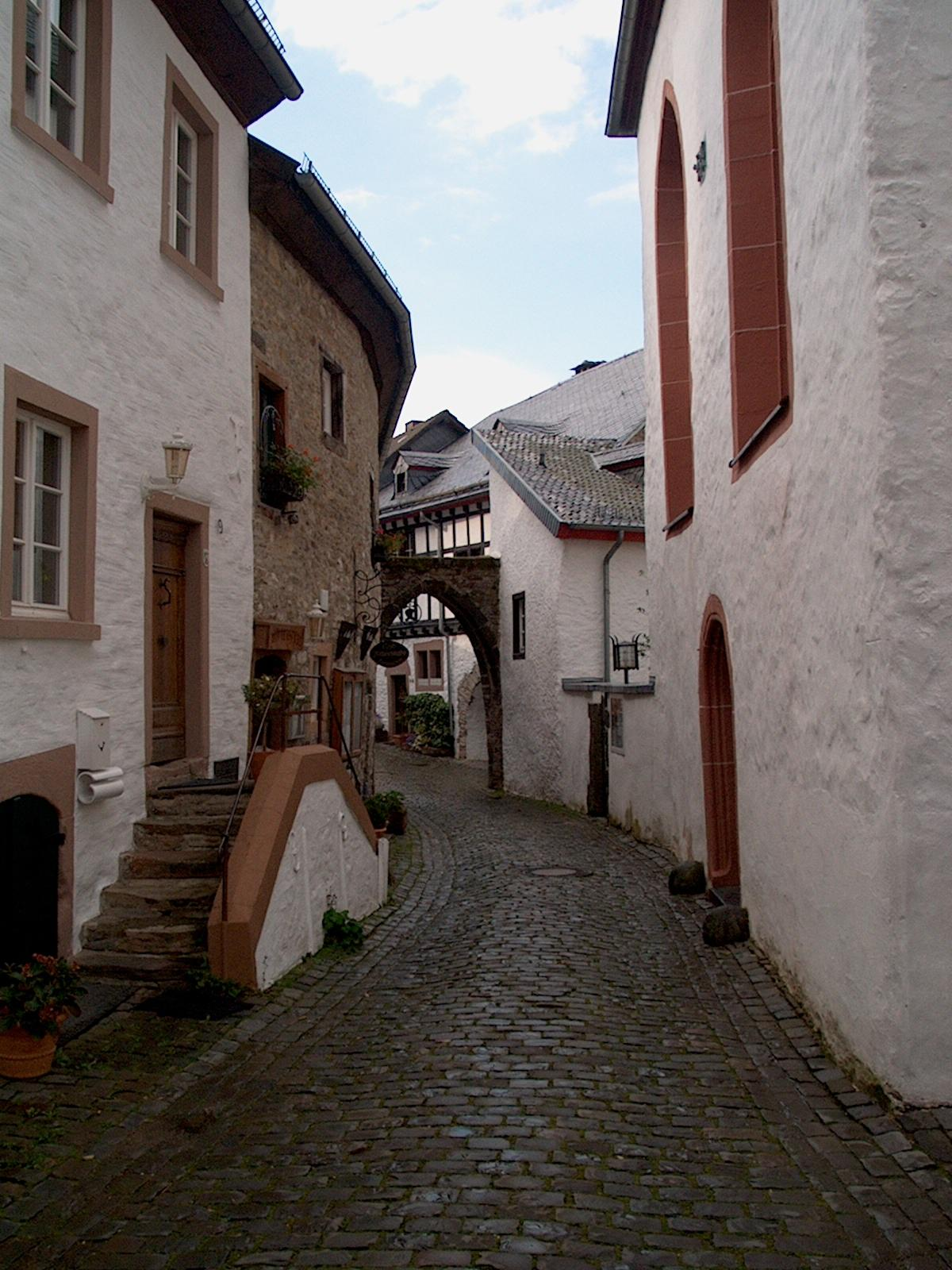
Ortsansicht (Burgbering), rechts Pfarrkirche St. Johann Baptist
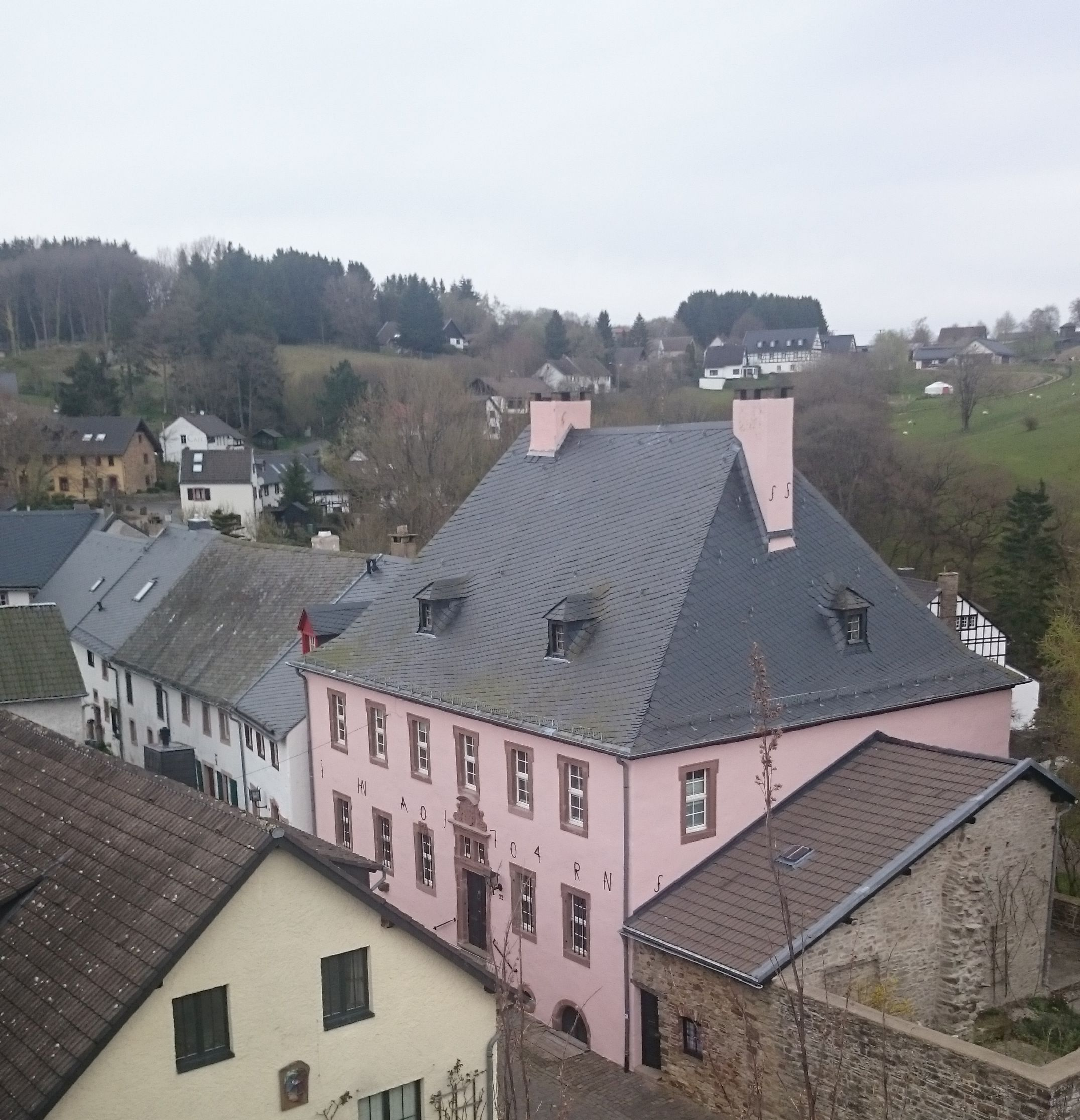
Burgbering mit Pallandthaus von 1704
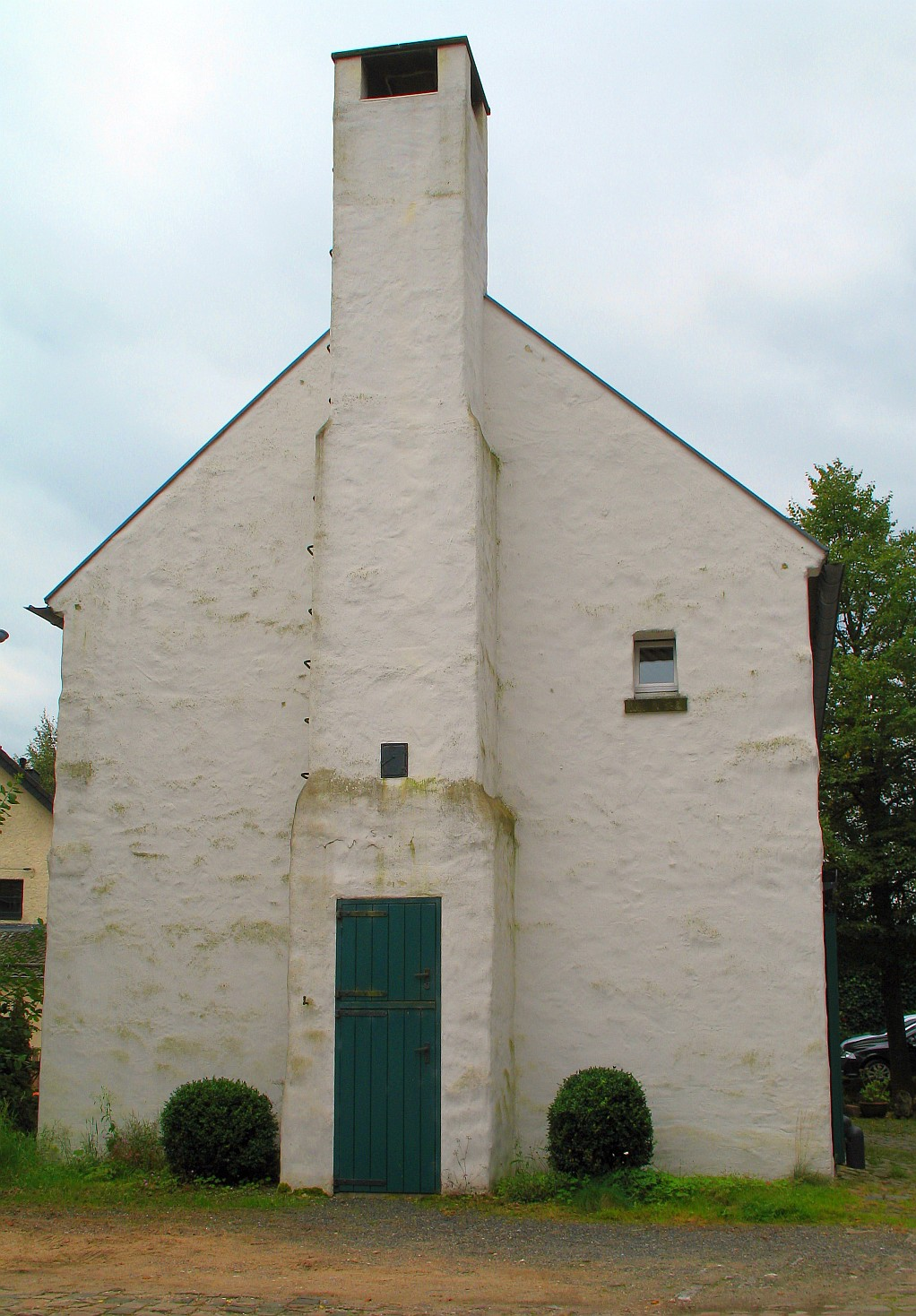
Ehemalige Zehntscheune

### Kirche St.Johann Baptist

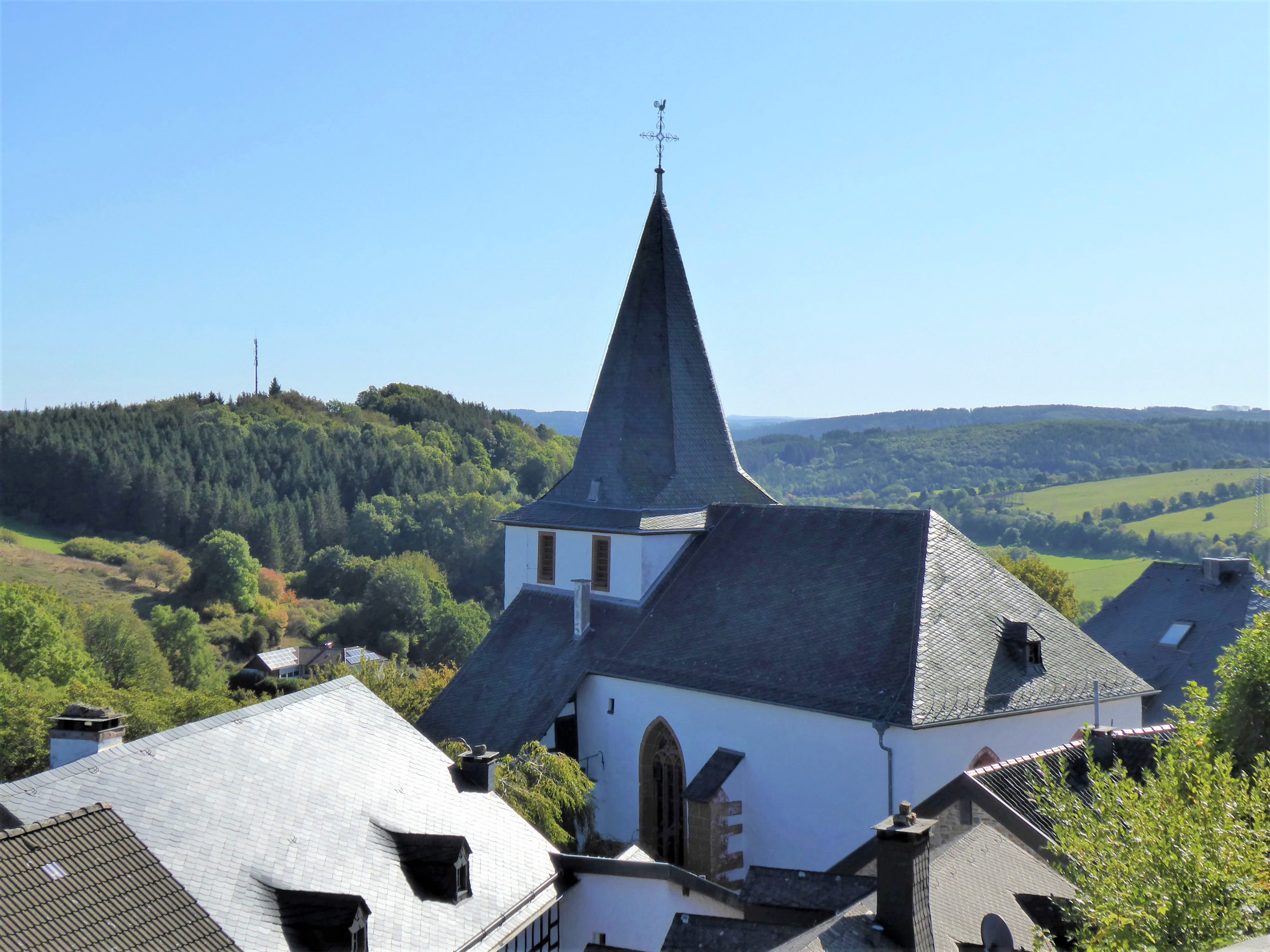
Kirche St. Johann Baptist

Mit dem Bau der auch als „Johanniterkirche“ bezeichneten Pfarrkirche St. Johann Baptist wurde 1492 unter Mathilde von Virneburg, der Witwe des Grafen Kuno von Manderscheid-Schleiden begonnen. Der Bau, der als Einstützenkirche möglicherweise nach dem Vorbild der Hospitalkirche von Kues ausgeführt ist, wurde 1508 fertiggestellt. Der Kirchturm diente gleichzeitig als zusätzlicher Wehrturm der Burganlage.
Die Bezeichnung „Johanniterkirche“ weist auf die Ursprünge kirchlichen Lebens in Kronenburg hin, das durch eine Niederlassung des Johanniterordens begründet wurde. Der Orden, der seit dem 13. Jahrhundert über Besitz im Bereich Kronenburg verfügte, stellte bis 1803 die Priester der Kirche.

### St.-Brigida-Kapelle

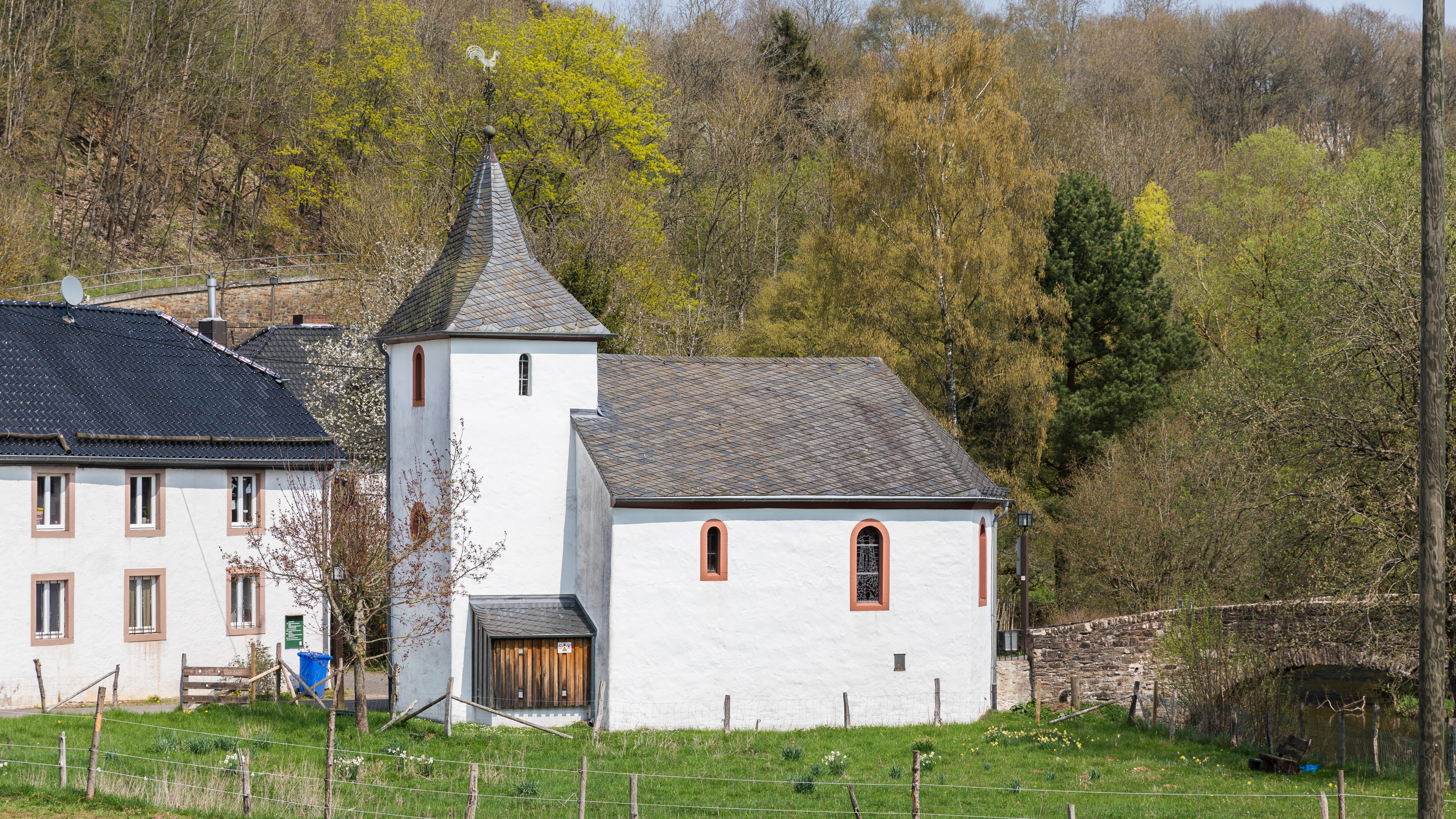
St.-Brigida-Kapelle, Kronenburgerhütte

1736 begann man mit dem Bau der St.-Brigida-Kapelle, die unmittelbar an der Kyll von den Bewohnern von Kronenburgerhütte errichtet wurde. Zu Beginn des 20. Jahrhunderts (1901) wurde ein kleiner Glockenturm angebaut, die Kapelle renoviert und der Sakralraum erhöht. Die Buntglasfenster stammen vom Eifelmaler Rolf Dettmann.

### Burg Kronenburg

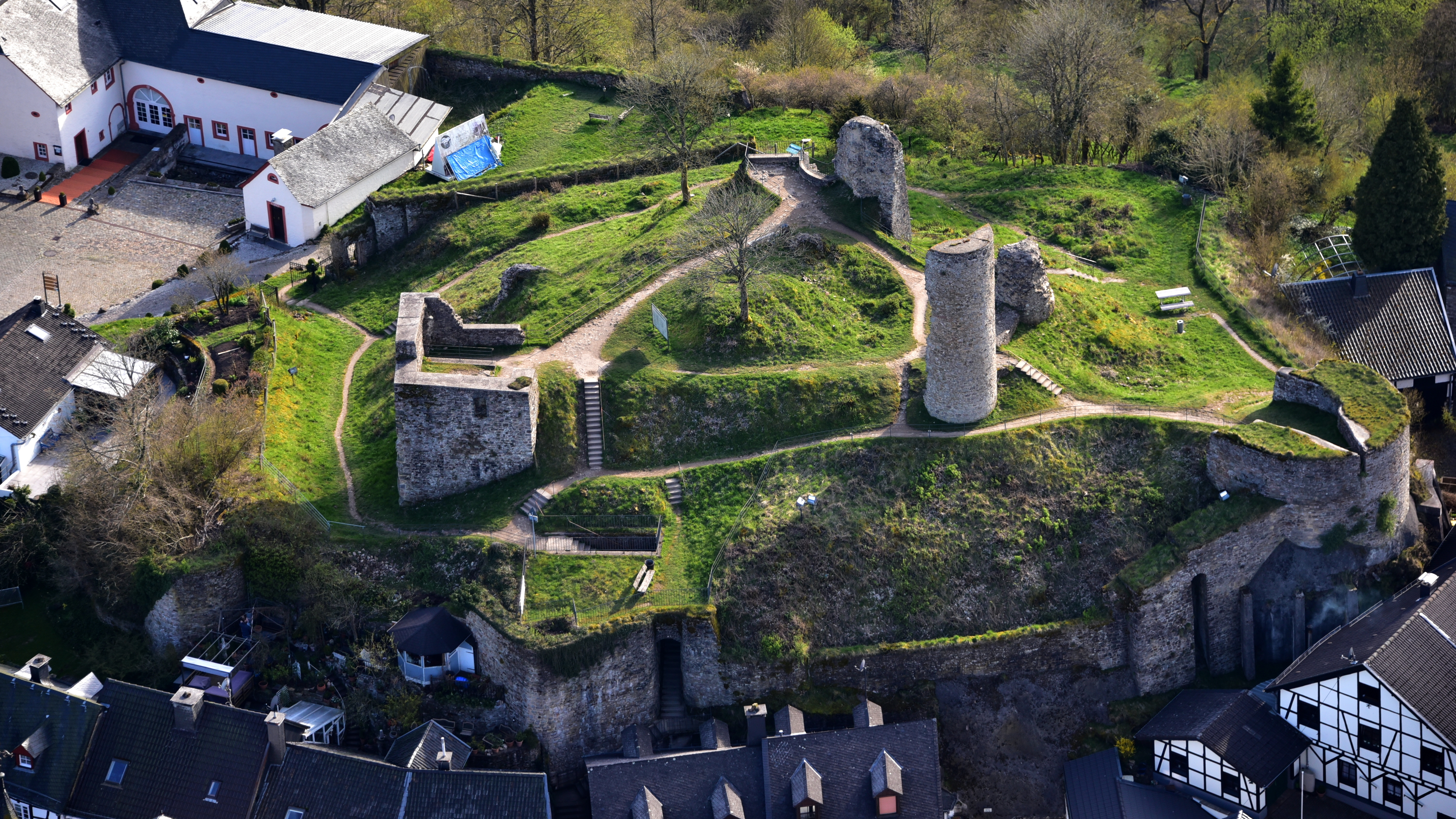
Burg Kronenburg, Luftaufnahme (2016)

Die Kronenburg verfiel Mitte des 18. Jahrhunderts. Zur Verwaltung der Ländereien und der Eisenhütten, die zur Herrschaft Kronenburg gehörten, wurde das Burghaus Kronenburg im Jahre 1766 erbaut. Das Burghaus wurde während der Franzosenzeit privat veräußert. Es ist die Keimzelle des Tourismus im Oberen Kylltal, da die bekannte Nettchen Faymonville zu Anfang des 20. Jahrhunderts im Burghaus die ersten Feriengäste beherbergte.
In den 1990er-Jahren verfiel das Gebäude zusehends und stand zeitweise leer. In den Jahren 2006 bis 2008 wurde das Gebäude aufwändig restauriert. Seitdem wird es wieder als Hotel in der gehobenen Kategorie bewirtschaftet. 2018 erwarb im Rahmen des Denkmalschutzes die EifelStiftung das Burghaus, erhält dieses und kümmert sich seit 2022 auch um die Landschaftspflege rund um den Burgberg. Das Burghaus ist weiterhin an einen Hotelbetrieb verpachtet und meist im Rahmen des Tags des offenen Denkmals im Rahmen von Führungen der Öffentlichkeit zugänglich.

### Ehemalige NS-Meisterschule

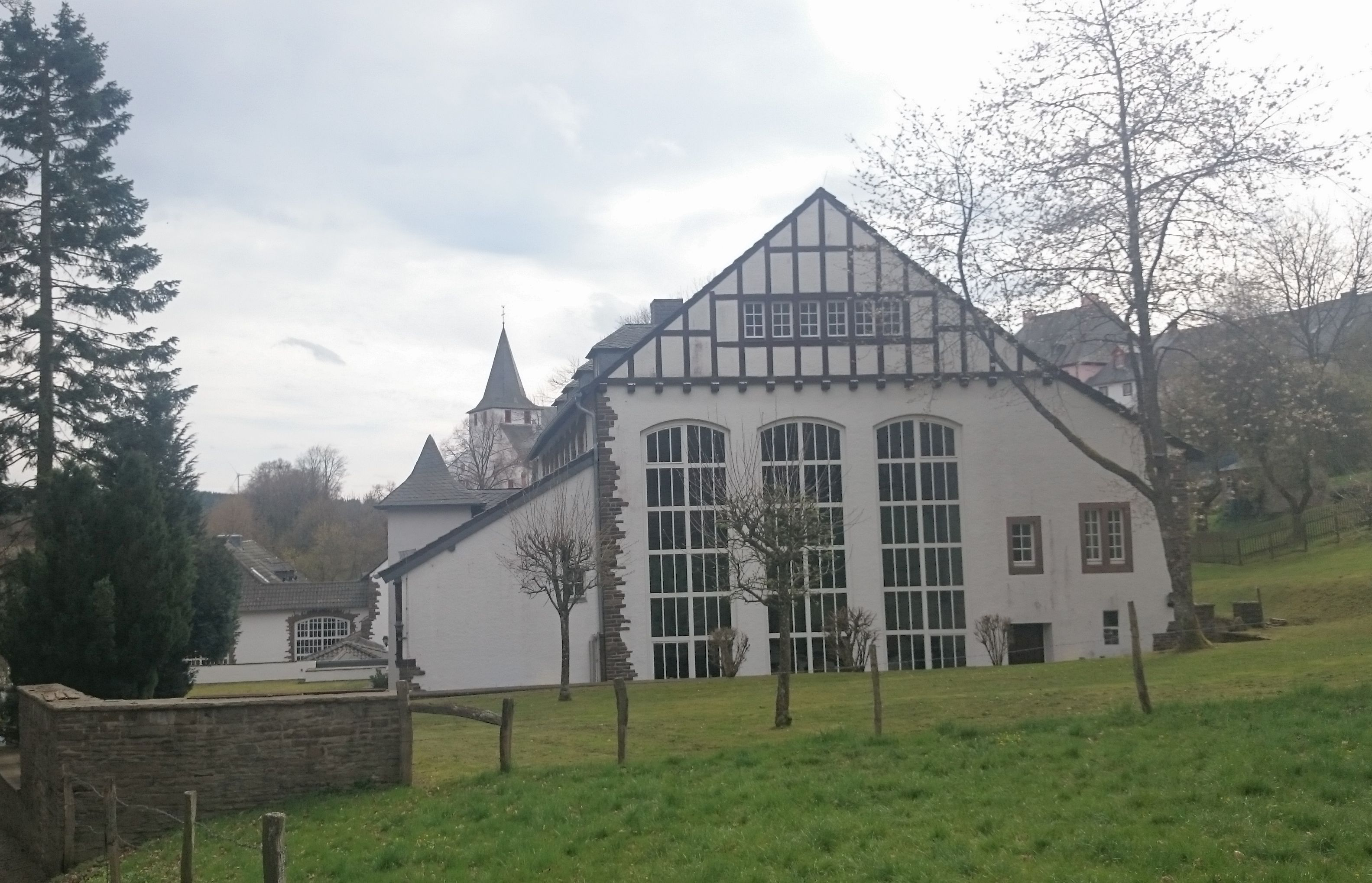
Gebäude der Meisterschule (2017)

In der ehemaligen Hermann-Göring-Meisterschule für Malerei befindet sich heute ein landeseigenes „Haus für Lehrerfortbildung“. Das 1938 eingeweihte Gebäude des Düsseldorfer Architekten Emil Fahrenkamp stellt ein bemerkenswertes Zeugnis für nationalsozialistisches Bauen dar.

### Hasenberghof
Im Hasenberghof (Gerichtsstraße 12) ist das Kunstkabinett der Dr. Axe-Stiftung untergebracht. Es stellt Gemälde der Düsseldorfer Malerschule aus. Die Sammlung ist an bestimmten Tagen geöffnet, zu bestimmten Zeiten finden Sonderausstellungen mit öffentlichen Führungen statt.

### Veranstaltungen
Von überregionalem Interesse sind die „Kronenburger Kunst- und Kulturtage“ am zweiten Septemberwochenende sowie der traditionelle Weihnachtsmarkt am ersten Adventswochenende im historischen Ortskern.
2006 wurde Kronenburg zum „Golddorf“ als es beim Landeswettbewerb Unser Dorf hat Zukunft eine Goldmedaille errang, nachdem es 2005 im Kreiswettbewerb den 4. Platz erreichte.

## Freizeitmöglichkeiten
In der Nähe ist die Kyll zum Kronenburger See aufgestaut. 1973 begann man mit dem Bau eines Schmelz- und Regenwasserrückhaltestausees, der 1977 abgeschlossen wurde. Der See ist 27 Hektar groß und dient auch der Freizeitgestaltung. Nur wenige Meter vom Ufer entfernt befindet sich eine Freizeitanlage. An einem Hang über dem See befindet sich eine Ferienhausanlage. Kronenburg bietet darüber hinaus viele Wandermöglichkeiten, da weite Teile der Gemeindefläche mit Wald bedeckt ist. Die Ferienregion ist Bestandteil des Naturpark Nordeifel.
Die Bahntrasse der ehemaligen Vennquerbahn ist zu einem Wander- und Radverkehrsweg ausgebaut (RAVeL-Netz-Linie 45a Waimes-Jünkerath), mit Anschluss sowohl in Weywertz an die Vennbahnstrecke als auch in Jünkerath an das deutsche Radwegenetz.

## Verkehr
Die frühere Bahnlinie Jünkerath – Weywertz ist inzwischen abgebaut. Hier hatte der Ort einen Haltepunkt.
Die VRS-Buslinie 834 der RVK verbindet den Ort, überwiegend als TaxiBusPlus nach Bedarf, mit Dahlem, Frauenkron, Berk und Schmidtheim.
| Linie | Verlauf |
| ----- | --- |
| 834   | MiKE (außer im Schülerverkehr): (Blankenheim –) Schmidtheim – Dahlem Bf – Baasem – Kronenburg – Kronenburgerhütte – Frauenkron – Berk |